# 쿠빙카 전차 박물관

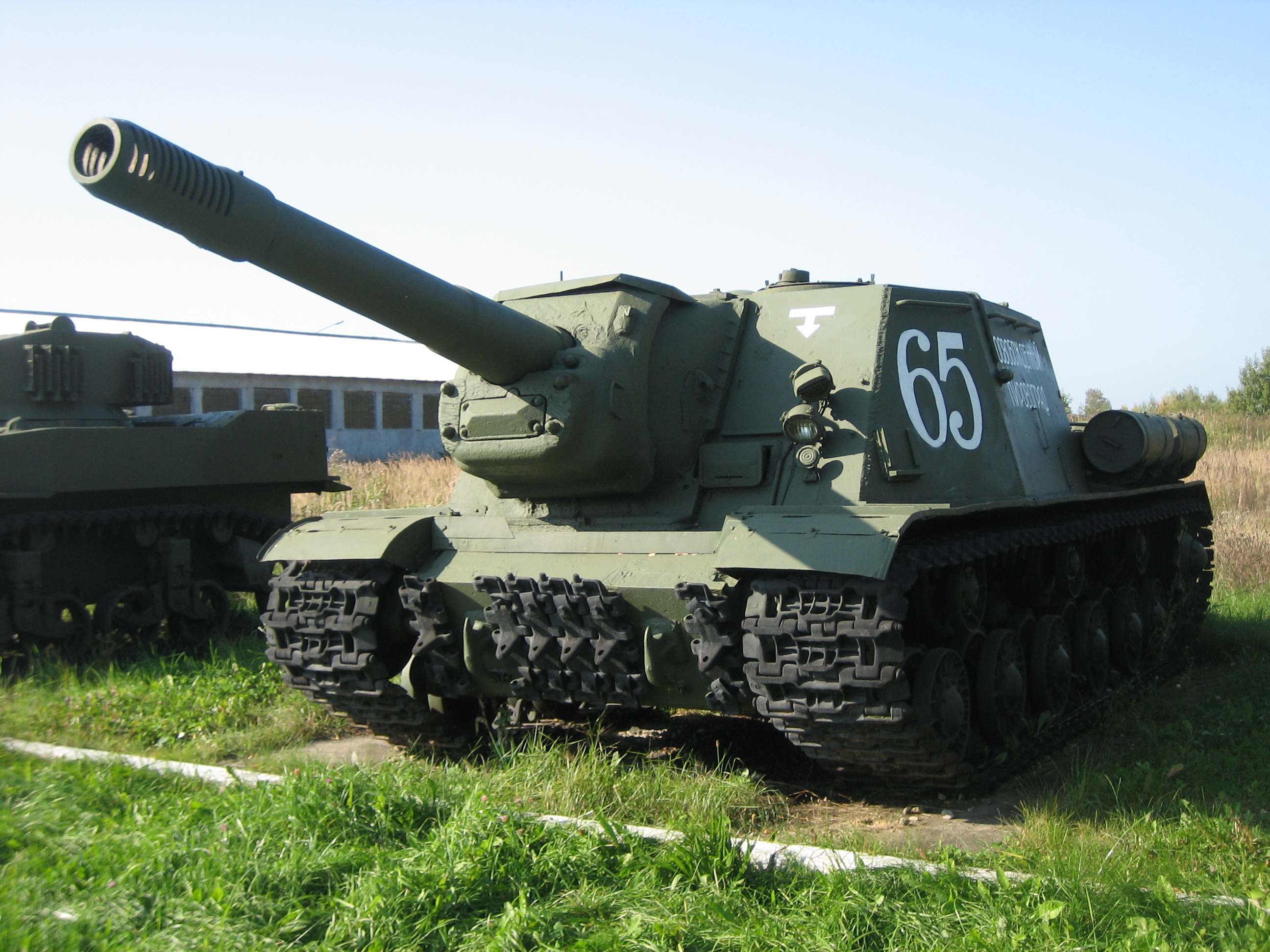
쿠빙카 전차 박물관에 전시 중인 ISU-152 구축전차.

쿠빙카 전차 박물관은 러시아 모스크바 근교에 위치한 기갑차량 전문 박물관이다. 또한, 쿠빙카 전차 박물관에서는 제1차 세계 대전, 제2차 세계 대전을 비롯하여 냉전 시대의 수많은 종류의 기갑차량을 전시하고 있다. 독특한 전차들도 많은데, 제2차 세계 대전 당시 딱 2대가 제작된 독일의 마우스 초중전차나 트로야노프 초중전차, 칼 자주박격포 같은 것들이다. 또한, 나치 독일의 6호 전차 티거 2의 지휘관용 차량도 전시하고 있다.
박물관은 대중에 공개되어 있으나, 외국인 관광객들은 3주 전에 미리 승인을 받아야 관람이 가능하였으나 2015년부터 매표소에서 여권을 통한 간단한 신분 확인 이후 바로 입장 가능하도록 바뀌었다.

## 같이 보기
- 보빙턴 전차 박물관